# گوندولا ۱۸۹۱
سیارک ۱۸۹۱ (به انگلیسی: 1891 Gondola، نامگذاری:1969RA) هزار و هشتصد و نود و یکمین سیارک کشف شده‌است که در ۱۱ سپتامبر ۱۹۶۹ کشف شد.
قدر مطلق سیارک برابر ۱۲٫۰۰ است.